# Suore di Carità delle Sante Bartolomea Capitanio e Vincenza Gerosa
Die Gemeinschaft der Suore di Carità delle Sante Bartolomea Capitanio e Vincenza Gerosa (SCCG), auch Suore di Carità oder Suore di Maria Bambina, (dt.: Schwestern der Liebe vom Kinde Maria) ist eine katholische Ordensgemeinschaft.
Vorläufer des Frauenordens mit dem Ziel der Pflege der Kranken und der Erziehung von Mädchen wurde durch Bartholomäa Maria Capitanio und Vincenza Gerosa mit Hilfe des Geistlichen Angelo Bosio am 21. November 1832 in Lovere initiiert.
Die Gemeinschaft entwickelte sich mit dem Hintergrund der Lehre von Vinzenz von Paul und wurde durch Anbindung an den Orden Suore della Carità di Santa Giovanna Antida Thouret durch Papst Pius VI. am 25. Juli 1819 genehmigt. Am 5. Juni 1840 initiierte Papst Gregor XVI. die Eigenständigkeit der Gemeinschaft. Durch den Bischof von Brescia, Carlo Domenico Ferrari, wurden am 14. September 1841 die ersten neuen Ordensgelübde abgenommen.